# Lingeard
Lingeard – miejscowość i gmina we Francji, w regionie Normandia, w departamencie Manche.
Według danych na rok 1990 gminę zamieszkiwało 115 osób, a gęstość zaludnienia wynosiła 32 osoby/km² (wśród 1815 gmin Dolnej Normandii Lingeard plasuje się na 771. miejscu pod względem liczby ludności, natomiast pod względem powierzchni na miejscu 1002.).